# エルテール・マスカール

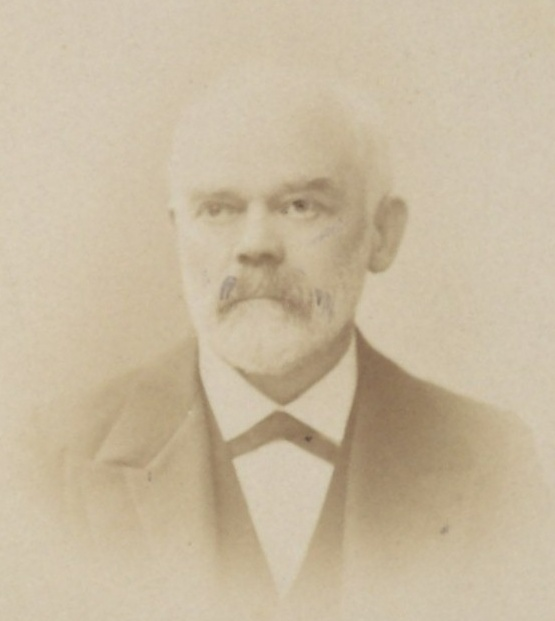
エルテール・マスカール

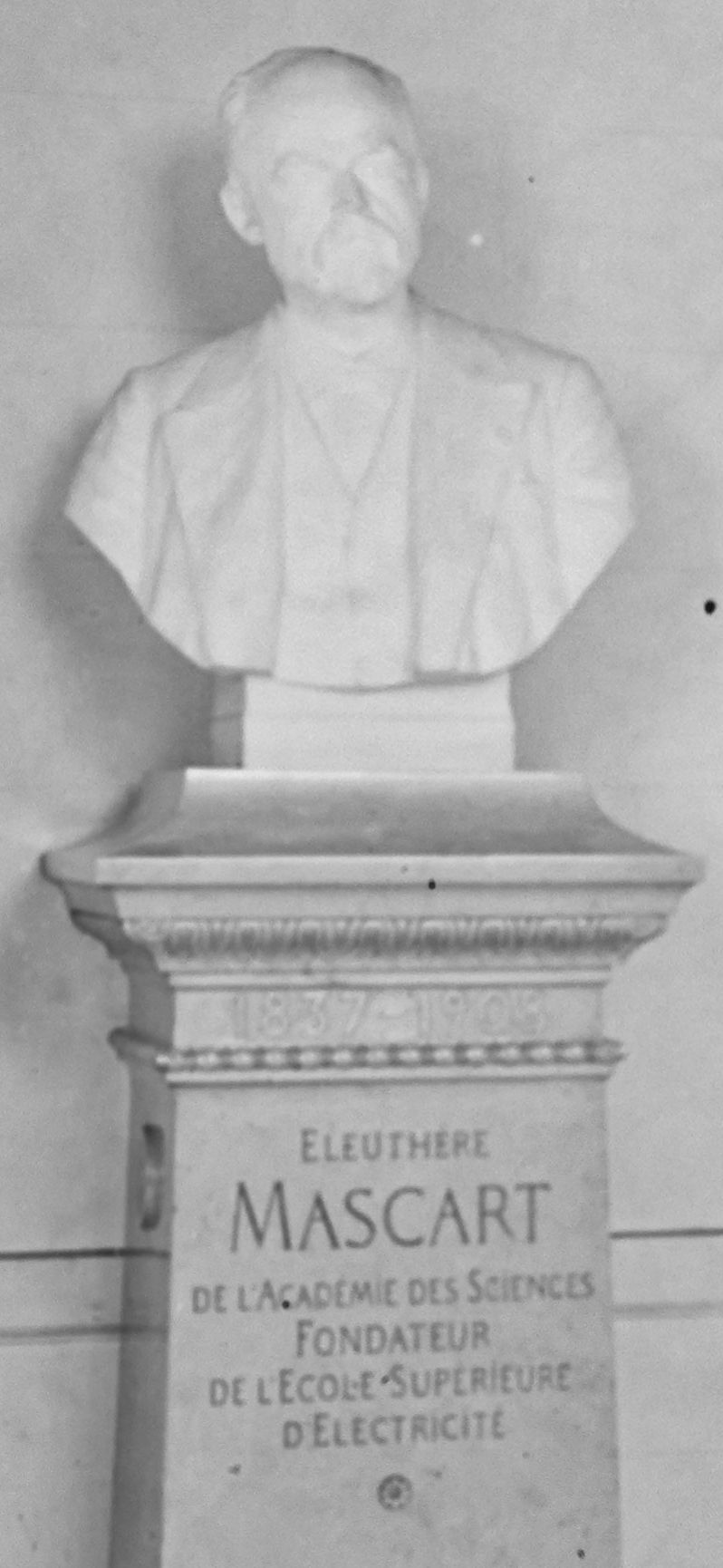
エルテール・マスカール

エルテール・マスカール（Eleuthère Elie Nicolas Mascart、1837年2月20日 - 1908年8月24日）はフランスの物理学者、気象学者で、光学､電磁気学を研究した。気象学の専門家で、フランスの気象観測機関の初代の所長を務めた。

## 経歴
ノール＝パ・ド・カレーのカルブル（fr）に教師の息子に生まれた。高等師範学校に学び始め光学を研究した。1866年にボルダン賞を受賞した。1872年にコレージュ・ド・フランスの物理学の教授となった。フランス気象庁（後にMétéo-Franceと呼ばれる）の最初の所長となり1878年から1906年までその仕事を務めた。1889年にエッフェル塔の最上階に気象観測所を設けた。1884年に科学アカデミーの会員になり、1895年に国際気象委員会（Comité météorologique international）の会長になった。パリで没した。